# Gīl Varān-e Pā'īn
Gīl Varān-e Pā'īn (persiska: Gol Varān-e Bālā, گل وران بالا, گيل وران پائين, گلوران پائين) är en ort i Iran.   Den ligger i provinsen Lorestan, i den västra delen av landet, 400 km sydväst om huvudstaden Teheran. Gīl Varān-e Pā'īn ligger 1 156 meter över havet och antalet invånare är 726.
Terrängen runt Gīl Varān-e Pā'īn är kuperad åt sydost, men åt nordväst är den bergig. Runt Gīl Varān-e Pā'īn är det ganska tätbefolkat, med 72 invånare per kvadratkilometer. Närmaste större samhälle är Khorramābād, 5,4 km nordost om Gīl Varān-e Pā'īn. Runt Gīl Varān-e Pā'īn är det i huvudsak tätbebyggt.